# Lajos Werkner
Lajos Werkner (né le 23 octobre 1883 et décédé le 12 novembre 1943) est un ancien escrimeur hongrois.

## Palmarès
- Jeux olympiques
  -  Médaille d'or par équipes aux Jeux olympiques d'été de 1908 à Londres
  -  Médaille d'or par équipes aux Jeux olympiques d'été de 1912 à Stockholm

- Championnats de Hongrie
  - Vainqueur au sabre en 1912, 1913 et 1914.